# Espansione (rivista)
Espansione è una rivista italiana di economia fondata nel 1969. Esce in edicola con periodicità mensile, allegata al quotidiano il Giornale il primo venerdì del mese e in vendita libera per tutto il resto del mese.

## Storia
Espansione è stato fin dalla sua fondazione, nel 1969, un mensile rivolto alla classe dirigente aziendale. A partire da ottobre 2007,  si è rinnovato nella grafica e nei contenuti nella versione allegata al quotidiano il Giornale. Espansione passa così da testata Business to Business per i manager a mensile di attualità economica rivolto a un pubblico più ampio.

## I direttori (dagli anni '80)
- Franco Serra (fino al 1988)
- Marco Borsa (1989-1994)
- Andrea Monti (1995)
- Francesco Bogliari (1996-1999)
- Milo Goj (2000-2007)
- Marco Gatti  (2007-2013)
- Angela Maria Scullica (2013-2015)
- Marco Traverso (2015-2017)
- Rosaria Ravasio (dal 2018-2019)
- Diego Rubero (dal 2020)